# 대한민국 상법 제348조
대한민국 상법 제398조는 전환으로 인하여 발행하는 주식의 발행가액에 대한 상법 회사법의 조문이다.

## 조문
第348條 (轉換으로 因하여 發行하는 株式의 發行價額) 轉換으로 因하여 新株式을 發行하는 境遇에는 轉換前의 株式의 發行價額을 新株式의 發行價額으로 한다.